# Nor-Am Cup 2011
La Nor-Am Cup 2011 è stata la 34ª edizione della  manifestazione organizzata dalla Federazione Internazionale Sci. È iniziata a Loveland negli Stati Uniti per gli uomini il 27 novembre 2019 e per le donne il 29 novembre, in entrambi i casi con un slalom speciale. La competizione si è conclusa il 20 marzo 2011 a Whistler, in Canada, con due supergiganti.
In campo maschile sono state disputate 27 delle 28 gare in programma (4 discese libere, 6 supergiganti, 7 slalom giganti, 7 slalom speciali, 3 supercombinate), in 7 diverse località. Lo statunitense Thomas Biesemeyer si è aggiudicato sia la classifica generale, sia quella di combinata; i suoi connazionali Wiley Maple, Ryan Cochran-Siegle e Will Gregorak hanno vinto rispettivamente quelle di discesa libera, di supergigante e di slalom gigante e il norvegese Jonathan Nordbotten quella di slalom speciale. Il canadese Dustin Cook era il detentore uscente del trofeo generale.
In campo femminile sono state disputate 26 delle 28 gare in programma (4 discese libere, 6 supergiganti, 7 slalom giganti, 7 slalom speciali, 2 supercombinate), in 6 diverse località. La statunitense Kiley Staples si è aggiudicata la classifica generale; la sua connazionale Julia Ford ha vinto quelle di discesa libera, di supergigante e di combinata, la canadese Marie-Pier Préfontaine quella di slalom gigante e la statunitense Mikaela Shiffrin quella di slalom speciale. La statunitense Laurenne Ross era la detentrice uscente del trofeo generale.

## Uomini

### Risultati
| Data             | Località       | Nazione     | Spec. | Primo                | Secondo                | Terzo                    |
| ---------------- | -------------- | ----------- | ----- | -------------------- | ---------------------- | ------------------------ |
| 27 novembre 2010 | Loveland       | Stati Uniti | SL    | David Chodounsky     | Marcel Hirscher        | Thomas Mermillod Blondin |
| 28 novembre 2010 | Loveland       | Stati Uniti | SL    | Steve Missillier     | Marcel Hirscher        | David Chodounsky         |
| 29 novembre 2010 | Aspen          | Stati Uniti | GS    | Jean-Baptiste Grange | Marcel Hirscher        | Tommy Ford               |
| 30 novembre 2010 | Aspen          | Stati Uniti | GS    | Tommy Ford           | Jean-Baptiste Grange   | Thomas Fanara            |
| 8 dicembre 2010  | Lake Louise    | Canada      | DH    | Wiley Maple          | Kelby Halbert          | Benjamin Thomsen         |
| 9 dicembre 2010  | Lake Louise    | Canada      | DH    | Kelby Halbert        | Louis-Pierre Hélie     | Thomas Biesemeyer        |
| 10 dicembre 2010 | Lake Louise    | Canada      | SG    | annullata            | annullata              | annullata                |
| 12 dicembre 2010 | Panorama       | Canada      | SC    | Colby Granstrom      | Nick Daniels           | Andrew Phillips          |
| 12 dicembre 2010 | Panorama       | Canada      | SG    | Ryan Cochran-Siegle  | Nick Daniels           | Thomas Biesemeyer        |
| 13 dicembre 2010 | Panorama       | Canada      | SG    | Thomas Biesemeyer    | Colby Granstrom        | Dustin Cook              |
| 15 dicembre 2010 | Panorama       | Canada      | GS    | Dustin Cook          | Charles Christianson   | Colby Granstrom          |
| 16 dicembre 2010 | Panorama       | Canada      | SL    | Jonathan Nordbotten  | Colby Granstrom        | Nick Daniels             |
| 3 gennaio 2011   | Val Saint-Côme | Canada      | SL    | Gabriel Rivas        | Jonathan Nordbotten    | Petter Brenna            |
| 4 gennaio 2011   | Val Saint-Côme | Canada      | SL    | Jonathan Nordbotten  | Will Gregorak          | Colby Granstrom          |
| 5 gennaio 2011   | Mont Garceau   | Canada      | GS    | Will Gregorak        | Ryan Semple            | Ace Tarberry             |
| 6 gennaio 2011   | Mont Garceau   | Canada      | GS    | Will Gregorak        | Andreas Willumsen Haug | Phil Brown               |
| 14 febbraio 2011 | Aspen          | Stati Uniti | DH    | Wiley Maple          | Thomas Biesemeyer      | Erik Fisher              |
| 15 febbraio 2011 | Aspen          | Stati Uniti | DH    | Dustin Cook          | Erik Fisher            | Thomas Biesemeyer        |
| 17 febbraio 2011 | Aspen          | Stati Uniti | SC    | Thomas Biesemeyer    | Ryan Cochran-Siegle    | Brennan Rubie            |
| 17 febbraio 2011 | Aspen          | Stati Uniti | SG    | Thomas Biesemeyer    | Ryan Cochran-Siegle    | Joe Swensson             |
| 18 febbraio 2011 | Aspen          | Stati Uniti | SG    | Ryan Cochran-Siegle  | Brennan Rubie          | Dustin Cook              |
| 15 marzo 2011    | Whistler       | Canada      | GS    | Tim Jitloff          | Tommy Ford             | David Chodounsky         |
| 16 marzo 2011    | Whistler       | Canada      | GS    | Will Gregorak        | Tim Jitloff            | Thomas Biesemeyer        |
| 17 marzo 2011    | Whistler       | Canada      | SL    | Gabriel Rivas        | Colby Granstrom        | Brad Spence              |
| 18 marzo 2011    | Whistler       | Canada      | SL    | Paul Stutz           | Petter Brenna          | Colby Granstrom          |
| 19 marzo 2011    | Whistler       | Canada      | SG    | Ryan Cochran-Siegle  | Chris Frank            | Jan Hudec                |
| 20 marzo 2011    | Whistler       | Canada      | SC    | Tommy Ford           | Tim Jitloff            | Phil Brown               |
| 20 marzo 2011    | Whistler       | Canada      | SG    | Ryan Cochran-Siegle  | Thomas Biesemeyer      | Jan Hudec                |

Legenda:

DH = discesa libera

SG = supergigante

GS = slalom gigante

SL = slalom speciale

SC = supercombinata

### Classifiche

#### Generale
| Pos. | Nome                | Nazione     | Punti |
| ---- | ------------------- | ----------- | ----- |
| 1    | Thomas Biesemeyer   | Stati Uniti | 1009  |
| 2    | Colby Granstrom     | Stati Uniti | 927   |
| 3    | Ryan Cochran-Siegle | Stati Uniti | 845   |
| 4    | Will Gregorak       | Stati Uniti | 720   |
| 5    | Dustin Cook         | Canada      | 702   |
| 6    | Chris Frank         | Stati Uniti | 554   |
| 7    | Jonathan Nordbotten | Norvegia    | 507   |
| 8    | Tommy Ford          | Stati Uniti | 441   |
| 9    | Wiley Maple         | Stati Uniti | 440   |
| 10   | Sasha Zaitsoff      | Canada      | 423   |

#### Discesa libera
| Pos. | Nome              | Nazione     | Punti |
| ---- | ----------------- | ----------- | ----- |
| 1    | Wiley Maple       | Stati Uniti | 250   |
| 2    | Kelby Halbert     | Canada      | 247   |
| 3    | Thomas Biesemeyer | Stati Uniti | 232   |
| 4    | Dustin Cook       | Canada      | 219   |
| 5    | Conrad Pridy      | Canada      | 156   |

#### Supergigante
| Pos. | Nome                | Nazione     | Punti |
| ---- | ------------------- | ----------- | ----- |
| 1    | Ryan Cochran-Siegle | Stati Uniti | 525   |
| 2    | Thomas Biesemeyer   | Stati Uniti | 417   |
| 3    | Dustin Cook         | Canada      | 296   |
| 4    | Colby Granstrom     | Stati Uniti | 207   |
| 5    | Brennan Rubie       | Stati Uniti | 198   |

#### Slalom gigante
| Pos. | Nome                 | Nazione     | Punti |
| ---- | -------------------- | ----------- | ----- |
| 1    | Will Gregorak        | Stati Uniti | 412   |
| 2    | Tommy Ford           | Stati Uniti | 276   |
| 3    | Thomas Biesemeyer    | Stati Uniti | 226   |
| 4    | Colby Granstrom      | Stati Uniti | 205   |
| 5    | Jean-Baptiste Grange | Francia     | 180   |
| 5    | Tim Jitloff          | Stati Uniti | 180   |

#### Slalom speciale
| Pos. | Nome                | Nazione     | Punti |
| ---- | ------------------- | ----------- | ----- |
| 1    | Jonathan Nordbotten | Norvegia    | 381   |
| 2    | Colby Granstrom     | Stati Uniti | 300   |
| 3    | Gabriel Rivas       | Francia     | 252   |
| 4    | Petter Brenna       | Norvegia    | 220   |
| 5    | Ryan Semple         | Canada      | 172   |

#### Combinata
| Pos. | Nome                | Nazione     | Punti |
| ---- | ------------------- | ----------- | ----- |
| 1    | Thomas Biesemeyer   | Stati Uniti | 134   |
| 3    | Ryan Cochran-Siegle | Stati Uniti | 130   |
| 3    | Colby Granstrom     | Stati Uniti | 129   |
| 4    | Brennan Rubie       | Stati Uniti | 115   |
| 5    | Eian Sandvik        | Norvegia    | 110   |

## Donne

### Risultati
| Data             | Località     | Nazione     | Spec. | Prima                  | Seconda                | Terza              |
| ---------------- | ------------ | ----------- | ----- | ---------------------- | ---------------------- | ------------------ |
| 29 novembre 2010 | Loveland     | Stati Uniti | SL    | Anna Goodman           | Taïna Barioz           | Denise Feierabend  |
| 30 novembre 2010 | Loveland     | Stati Uniti | SL    | Sarah Schleper         | Brittany Phelan        | Marion Bertrand    |
| 1º dicembre 2010 | Aspen        | Stati Uniti | GS    | Megan McJames          | Marie-Pier Préfontaine | Esther Good        |
| 2 dicembre 2010  | Aspen        | Stati Uniti | GS    | Marie-Pier Préfontaine | Ana Drev               | Nadja Vogel        |
| 8 dicembre 2010  | Lake Louise  | Canada      | DH    | Kiley Staples          | Victoria Stevens       | Julia Ford         |
| 9 dicembre 2010  | Lake Louise  | Canada      | DH    | Julia Ford             | Georgia Simmerling     | Kiley Staples      |
| 10 dicembre 2010 | Lake Louise  | Canada      | SG    | annullata              | annullata              | annullata          |
| 13 dicembre 2010 | Panorama     | Canada      | SG    | Madison McLeish        | Julia Ford             | Kelly McBroom      |
| 14 dicembre 2010 | Panorama     | Canada      | SC    | Mikaela Shiffrin       | Julia Ford             | Anastasija Kedrina |
| 14 dicembre 2010 | Panorama     | Canada      | SG    | Katie Hartman          | Mikaela Shiffrin       | Leah Canfield      |
| 15 dicembre 2010 | Panorama     | Canada      | SL    | Elli Terwiel           | Madison McLeish        | Mikaela Shiffrin   |
| 16 dicembre 2010 | Panorama     | Canada      | GS    | Mikaela Shiffrin       | Anna Marno             | Kiley Staples      |
| 3 gennaio 2011   | Sunday River | Stati Uniti | GS    | Marie-Pier Préfontaine | Megan McJames          | Nadja Vogel        |
| 4 gennaio 2011   | Sunday River | Stati Uniti | GS    | Marie-Pier Préfontaine | Nadja Vogel            | Elli Terwiel       |
| 5 gennaio 2011   | Sunday River | Stati Uniti | SL    | Mikaela Shiffrin       | Kiley Staples          | Elli Terwiel       |
| 6 gennaio 2011   | Sunday River | Stati Uniti | SL    | Mikaela Shiffrin       | Kiley Staples          | Megan McJames      |
| 10 febbraio 2011 | Aspen        | Stati Uniti | SC    | Kiley Staples          | Julia Ford             | Madison McLeish    |
| 10 febbraio 2011 | Aspen        | Stati Uniti | SG    | Brooke Wales           | Julia Ford             | Victoria Stevens   |
| 11 febbraio 2011 | Aspen        | Stati Uniti | SG    | Victoria Stevens       | Anna Marno             | Brooke Wales       |
| 14 febbraio 2011 | Aspen        | Stati Uniti | DH    | Georgia Simmerling     | Julia Roth             | Sarah Freeman      |
| 15 febbraio 2011 | Aspen        | Stati Uniti | DH    | Julia Ford             | Victoria Stevens       | Tess Davies        |
| 15 marzo 2011    | Whistler     | Canada      | SL    | Erin Mielzynski        | Elli Terwiel           | Resi Stiegler      |
| 16 marzo 2011    | Whistler     | Canada      | SL    | Erin Mielzynski        | Madison Irwin          | Resi Stiegler      |
| 17 marzo 2011    | Whistler     | Canada      | GS    | Marie-Pier Préfontaine | Madison Irwin          | Kiley Staples      |
| 18 marzo 2011    | Whistler     | Canada      | GS    | Marie-Pier Préfontaine | Kiley Staples          | Madison Irwin      |
| 19 marzo 2011    | Whistler     | Canada      | SC    | annullata              | annullata              | annullata          |
| 19 marzo 2011    | Whistler     | Canada      | SG    | Brooke Wales           | Abby Ghent             | Madison Irwin      |
| 20 marzo 2011    | Whistler     | Canada      | SG    | Julia Ford             | Julia Roth             | Brooke Wales       |

Legenda:

DH = discesa libera

SG = supergigante

GS = slalom gigante

SL = slalom speciale

SC = supercombinata

### Classifiche

#### Generale
| Pos. | Nome                   | Nazione     | Punti |
| ---- | ---------------------- | ----------- | ----- |
| 1    | Kiley Staples          | Stati Uniti | 1241  |
| 2    | Julia Ford             | Stati Uniti | 1115  |
| 3    | Mikaela Shiffrin       | Stati Uniti | 897   |
| 4    | Victoria Stevens       | Canada      | 698   |
| 5    | Brooke Wales           | Stati Uniti | 694   |
| 6    | Marie-Pier Préfontaine | Canada      | 677   |
| 7    | Madison Irwin          | Canada      | 579   |
| 8    | Abby Ghent             | Stati Uniti | 562   |
| 9    | Madison McLeish        | Canada      | 519   |
| 10   | Anna Marno             | Stati Uniti | 462   |

#### Discesa libera
| Pos. | Nome               | Nazione     | Punti |
| ---- | ------------------ | ----------- | ----- |
| 1    | Julia Ford         | Stati Uniti | 310   |
| 2    | Kiley Staples      | Stati Uniti | 226   |
| 3    | Georgia Simmerling | Canada      | 225   |
| 4    | Victoria Stevens   | Canada      | 220   |
| 5    | Sarah Freeman      | Canada      | 150   |

#### Supergigante
| Pos. | Nome             | Nazione     | Punti |
| ---- | ---------------- | ----------- | ----- |
| 1    | Julia Ford       | Stati Uniti | 400   |
| 2    | Brooke Wales     | Stati Uniti | 368   |
| 3    | Victoria Stevens | Canada      | 284   |
| 4    | Kiley Staples    | Stati Uniti | 268   |
| 5    | Abby Ghent       | Stati Uniti | 240   |

#### Slalom gigante
| Pos. | Nome                   | Nazione     | Punti |
| ---- | ---------------------- | ----------- | ----- |
| 1    | Marie-Pier Préfontaine | Canada      | 580   |
| 2    | Kiley Staples          | Stati Uniti | 307   |
| 3    | Mikaela Shiffrin       | Stati Uniti | 289   |
| 4    | Nadja Vogel            | Svizzera    | 245   |
| 5    | Megan McJames          | Stati Uniti | 225   |

#### Slalom speciale
| Pos. | Nome             | Nazione     | Punti |
| ---- | ---------------- | ----------- | ----- |
| 1    | Mikaela Shiffrin | Stati Uniti | 399   |
| 2    | Kiley Staples    | Stati Uniti | 295   |
| 3    | Elli Terwiel     | Canada      | 266   |
| 4    | Erin Mielzynski  | Canada      | 229   |
| 5    | Resi Stiegler    | Stati Uniti | 190   |

#### Combinata
| Pos. | Nome               | Nazione     | Punti |
| ---- | ------------------ | ----------- | ----- |
| 1    | Julia Ford         | Stati Uniti | 160   |
| 2    | Kiley Staples      | Stati Uniti | 145   |
| 3    | Mikaela Shiffrin   | Stati Uniti | 100   |
| 4    | Brooke Wales       | Stati Uniti | 79    |
| 5    | Abby Ghent         | Stati Uniti | 60    |
| 5    | Anastasija Kedrina | Russia      | 60    |
| 5    | Madison McLeish    | Canada      | 60    |